# Manlio Graziano
Manlio Graziano (1958) è un politologo italiano, specialista di geopolitica delle religioni.

## Biografia
Laureato in letteratura francese all'Università di Torino, ha insegnato per anni nel capoluogo piemontese. Trasferitosi in Francia, ha conseguito il dottorato in studi politici all'Università di Grenoble III, con una tesi sull'identità politica italiana. L'incontro con Michel Korinman e poi con Lucio Caracciolo gli ha aperto le porte del mondo degli studi geopolitici, dove si è specializzato in geopolitica delle religioni.
Insegna alla Paris School of International Affairs di SciencesPo e all'Università della Sorbona.
Scrive regolarmente su Limes, ed è editorialista geopolitico de La Voce di New York. Ha anche collaborato alle riviste Modern Italy, Geopolitical Affairs, International Affairs Forum, Heartland, Outre-Terre, Foreign Policy, oltre che al Corriere della Sera e al Sole 24 Ore. L'edizione statunitense del suo libro sull'identità politica italiana, The Failure of the Italian Nationhood, è stata recensita da The New Yorker e dall'Economist.
Nel giugno 2015 è stato invitato dall'UN Correspondents Association a presentare le sue tesi di geopolitica delle religioni al Palazzo di Vetro a New York.
Nel 2021 ha pubblicato Mondo birbetta!, un divertissement letterario.
Nel 2024 e nel 2025 è stato ospite e relatore a Venezia al Festival Internazionale della Geopolitica Europea.

### Attività accademica
Oltre a Sciences Po  e  alla Sorbona, Manlio Graziano ha insegnato alla Haute Ecole de Commerce (HEC), e all'American Graduate School in Paris e al Geneva Institute of Geopolitics. Svolge corsi alle università di Évry e Versailles, in regione parigina. Ha anche lavorato alla SKEMA Business School (Paris, Sophia Antipolis, Lille, Suzhou), all'École supérieure de traduction et relations internationales (ESTRI) a Lione, alla Sorbonne-Nouvelle a Nanterre, a Grenoble III, a Tours, a Lyon II, oltre che alla Sapienza e all'Università di Torino. Ha inoltre tenuto conferenze alla İstanbul Bilgi Üniversitesi, al Brooklyn College CUNY, alla Stony Brook University (SUNY), alla Hofstra University, alla KU Leuven, all'università di Glasgow, alla Stockholm Universitet, alla University of Bath e alla LUISS.

### Scritti
- Disordine mondiale. Perché viviamo in un'epoca di crescente caos, Mondadori, Segrate, 2024
- Geopolitica della paura. Come l'ansia sociale orienta le scelte politiche, Egea Bocconi editore, Milano, 2021.
- Geopolitics of International Relations in the 21st Century / Géopolitique des relations internationales au XXe siècle, Paris, © Manlio Graziano, 2020
- Geopolitica. Orientarsi nel grande disordine internazionale, Il Mulino, Bologna, 2019
- L'isola al centro del mondo. Una geopolitica degli Stati Uniti, Il Mulino, Bologna, 2018.
- (EN) What Is a Border? Stanford University Press, 2018.
- Frontiere, Il Mulino, Bologna, 2017.
- In Rome We Trust. Cattolici e politica negli Stati Uniti, Il Mulino, Bologna, 2016.[7]
- Guerra santa e santa alleanza. Religioni e disordine internazionale nel XXI secolo, Il Mulino, Bologna, 2015[8]
- (EN, FR) Essential Geopolitics: A Handbook. Manuel essentiel de géopolitique, ©Manlio Graziano, 2011.
- Il secolo cattolico. La strategia geopolitica della Chiesa, Laterza editore, Roma, 2010.[9]
- (FR)  L'Italie. Un État sans nation ? Géopolitique d'une identité nationale incertaine, Ed. Eres, Ramonville, Bibliothèque géopolitique, 2007.[10]
- (FR)  Identité italienne et identité catholique. L'Italie laboratoire de l'Église, L'Harmattan, Paris, 2007.
- (FR)  Manlio Graziano (a cura di), L'Italie aujourd'hui. Situation et perspectives après le séisme des années quatre-vingt-dix, L'Harmattan, Paris, 2004.[11]